# Limberg bei Wies

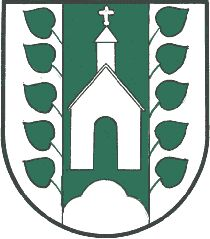
Wappen der früheren Gemeinde Limberg bei Wies

Limberg bei Wies ist eine Ortschaft in der Weststeiermark. Limberg war bis Ende 2014 eine Gemeinde mit 950 Einwohnern (Stand 2014) im Bezirk Deutschlandsberg in der Steiermark. Im Rahmen der steiermärkischen Gemeindestrukturreform wurde Limberg 2015 mit den Gemeinden Wies, Wernersdorf und Wielfresen zusammengeschlossen, die neue Gemeinde führt den Namen Wies weiter. Grundlage dafür ist das Steiermärkische Gemeindestrukturreformgesetz – StGsrG.

## Geografie

### Lage
Limberg bei Wies bestand aus den Katastralgemeinden Limberg im Westen und Mitterlimberg im Osten. Wichtigstes fließendes Gewässer Limbergs ist der Schwarzenbach, höchste Erhebung der Partl mit 686 Metern.

### Nachbarorte
| Schwanberg | St. Peter im Sulmtal                        |                       |
|            | Kompassrose, die auf Nachbargemeinden zeigt | St. Martin im Sulmtal |
| Wielfresen |                                             | Wies                  |

## Geschichte
Der Name „Limberg“, wahrscheinlich eine mundartliche Verschleifung von „Lindenberg“, ist erstmals 1244 urkundlich erwähnt, als die Kirche St. Peter bei „Lindenberch“ genannt wurde. Ursprünglich bezeichnete der Name jedoch nur den Hügel am Fuße des Schlosses. Das Gebiet von Limberg, Kreuzberg und Eichegg war bereits vor Jahrhunderten etwa so besiedelt wie heute und beherbergte bis auf das Schloss Limberg lediglich Bauernhöfe.
Steyeregg und Kalkgrub hingegen wurden entscheidend vom „Kohlenzeitalter“ geprägt. Bis 1800 war das Steyeregger Tal noch völlig unbesiedelt, danach sorgte der Fund von Kohle und der folgende Bergbau für eine völlige Veränderung in Kalkgrub sowie in Steyeregg. Vom Bahnhof Schwanberg der Wieserbahn führte im 20. Jahrhundert eine schmalspurige Werksbahn (ohne Personenverkehr) zu den Kohlebergbauanlagen in Kalkgrub. Auf dieser Bahn wurden erstmals in Österreich normalspurige Güterwagen (hauptsächlich offene Wagen für den Kohletransport) auf Rollwagen befördert. Der Bergbau gehörte ab 1890 zur Papierfabrik von Ernst Rathausky & Co. in Deutschlandsberg, die sich auf diesem Wege Kohlevorräte sicherte. 1925 bis 1932 verband ein mehrere Hundert Meter langes Gleis den Bergbau Kalkgrub mit dem Bergbau Steyregg. Der Bergbau Kalkgrub wurde bis 1934/35 und in der Nachkriegszeit ab 1946 bis 1955 (nur mehr für geringere Mengen von ca. 20 t täglich) betrieben.

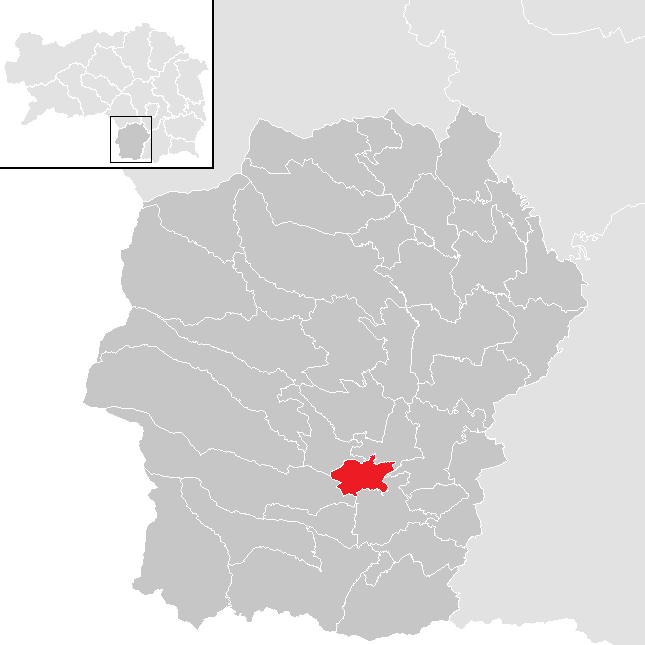
Lage der früheren Gemeinde Limberg im Bezirk Deutschlandsberg mit den Gemeindegrenzen bis Ende 2014

Durch den Niedergang des Kohlebergbaus setzte in der zweiten Hälfte des 20. Jahrhunderts ein starker Rückgang in der Bevölkerung ein.
Der Name der früheren Gemeinde Limberg wurde mit 1. Juni 1951 in Limberg bei Wies geändert. Mit 1. Jänner 1960 wurde ein Teil der damals aufgeteilten Gemeinde Altenmarkt bei Wies mit Limberg vereinigt.

## Bevölkerung

### Bevölkerungsstruktur
Limberg hatte laut Volkszählung 2001 946 Einwohner. 96,1 % der Bevölkerung besaßen die österreichische Staatsbürgerschaft. Zur römisch-katholischen Kirche bekannten sich 92,1 % der Einwohner, 4,8 % waren ohne religiöses Bekenntnis.

### Bevölkerungsentwicklung
Die Bevölkerungszahl von Limberg erreichte ihren Höchststand in den 1920er-Jahren. Danach sank die Einwohnerzahl, insbesondere zwischen 1951 und 1981, stark um etwa ein Drittel ab. Seit 20 Jahren stabilisiert sich die Einwohnerzahl wieder auf niedrigem Niveau.

## Kultur und Sehenswürdigkeiten
Siehe auch: Liste der denkmalgeschützten Objekte in Wies
Bekannteste Sehenswürdigkeit in Limberg ist das Schloss Limberg, dessen Gründung möglicherweise auf das 9. Jahrhundert zurückgeht.

## Wirtschaft und Infrastruktur
Laut Arbeitsstättenzählung 2001 gab es 21 Arbeitsstätten mit 86 Beschäftigten in Limberg sowie 369 Auspendler und 42 Einpendler. Wichtigste Branchen sind das Bauwesen sowie das Beherbergungs- und Gaststättenwesen. Es gibt 57 land- und forstwirtschaftliche Betriebe (davon 10 im Haupterwerb), die zusammen 539 ha bewirtschaften (1999).
Die Verkehrserschließung erfolgt über die Radlpass Straße (B76) die über das Gemeindegebiet führt. Der Steirische Mariazellerweg, eine Wallfahrtsroute nach Mariazell (Österreichischer Weitwanderweg 06) führt durch den Ort.

## Freizeit und Tourismus
Südwestlich vom Limberg befindet sich am Höhenrücken die Wochenendhaussiedlung Eckpeter, von der man beiderseits des Grates in die Täler blicken kann.

## Politik

### Gemeinderat
Bei den letzten Gemeinderatswahlen in Limberg 2005 konnte die SPÖ ihre Vormachtstellung halten. Trotz eines Verlustes von 4 % erreichte die SPÖ 70,41 % und konnte ihre sieben Mandate halten. Die ÖVP konnte hingegen stark von der FPÖ profitieren, die 2005 nicht mehr antrat. Sie legte um rund 9 % zu und erreichte 29,59 % und drei Mandate.

### Wappen
Limberg erhielt das Recht zur Führung eines Gemeindewappens am 1. August 1977. Es zeigt die Barbarakapelle auf grünem Grund, umrahmt von zwei weißen, senkrechten Streifen mit je fünf grünen Lindenblättern.

## Historische Landkarten

Limberg und Umgebung von ca. 1789 bis 1878
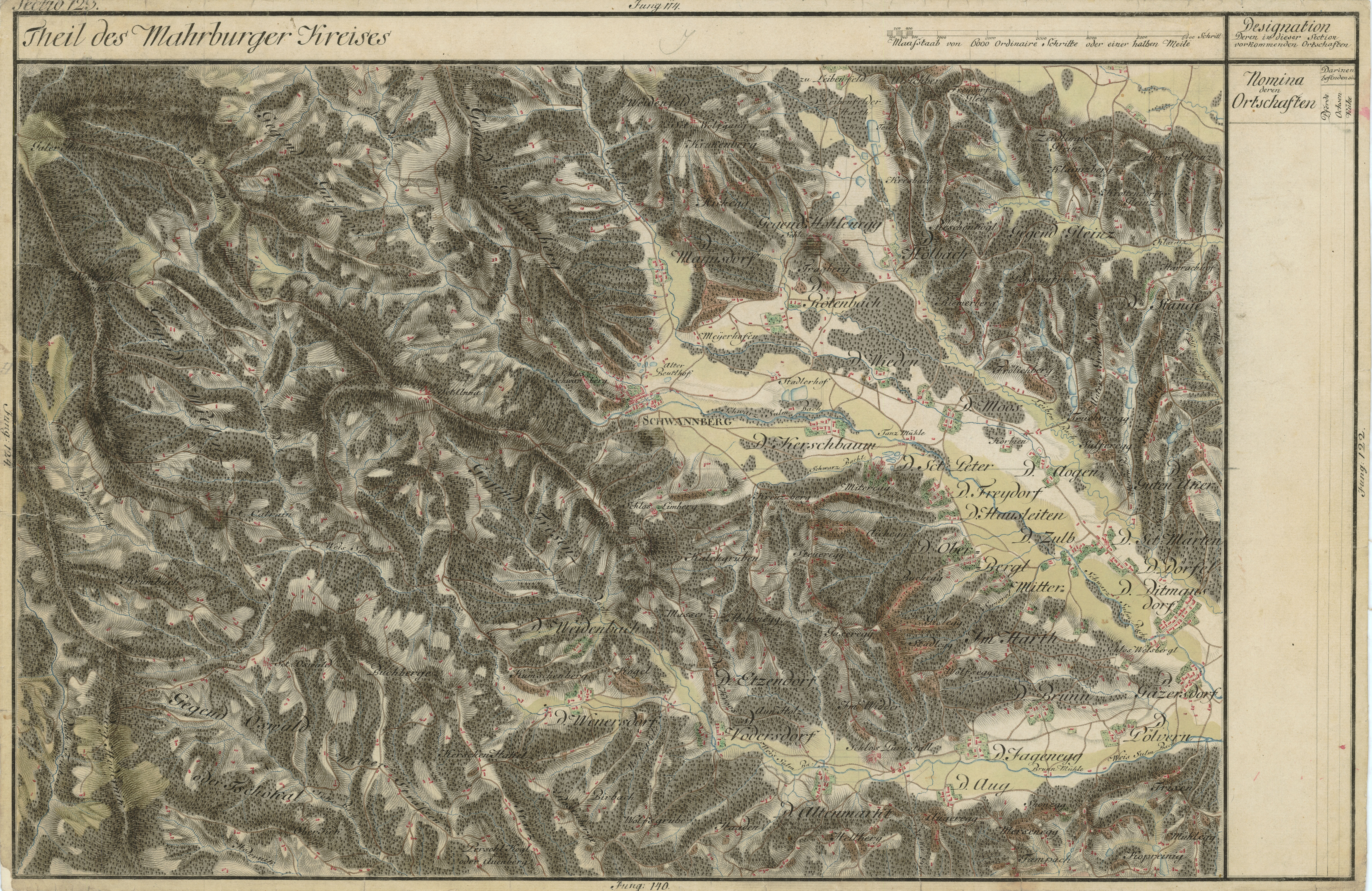
Limberg in der Josephinischen Landesaufnahme, um 1790
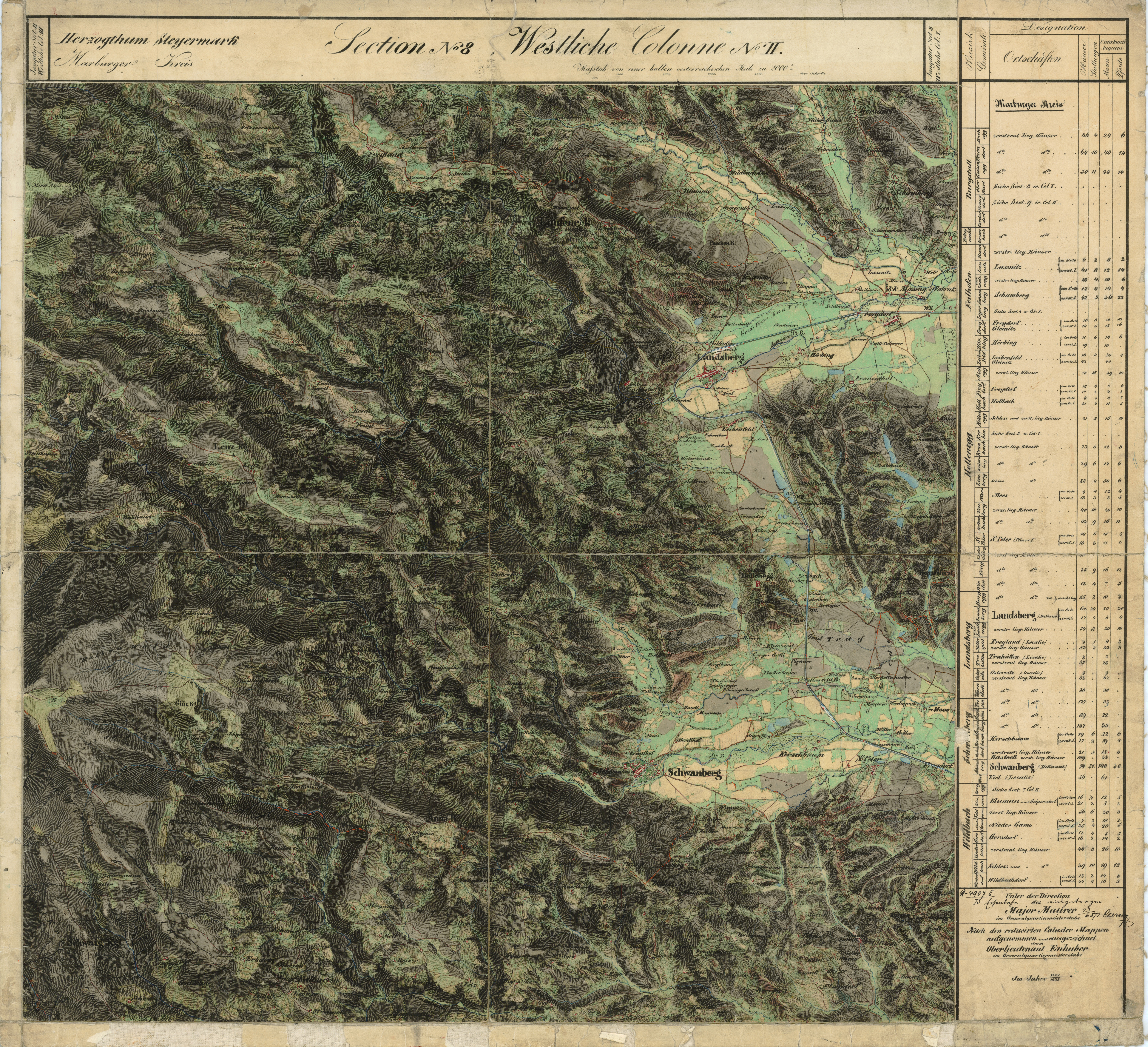
Limberg südlich von Schwanberg in der Franziszeischen Landesaufnahme, ca. 1835
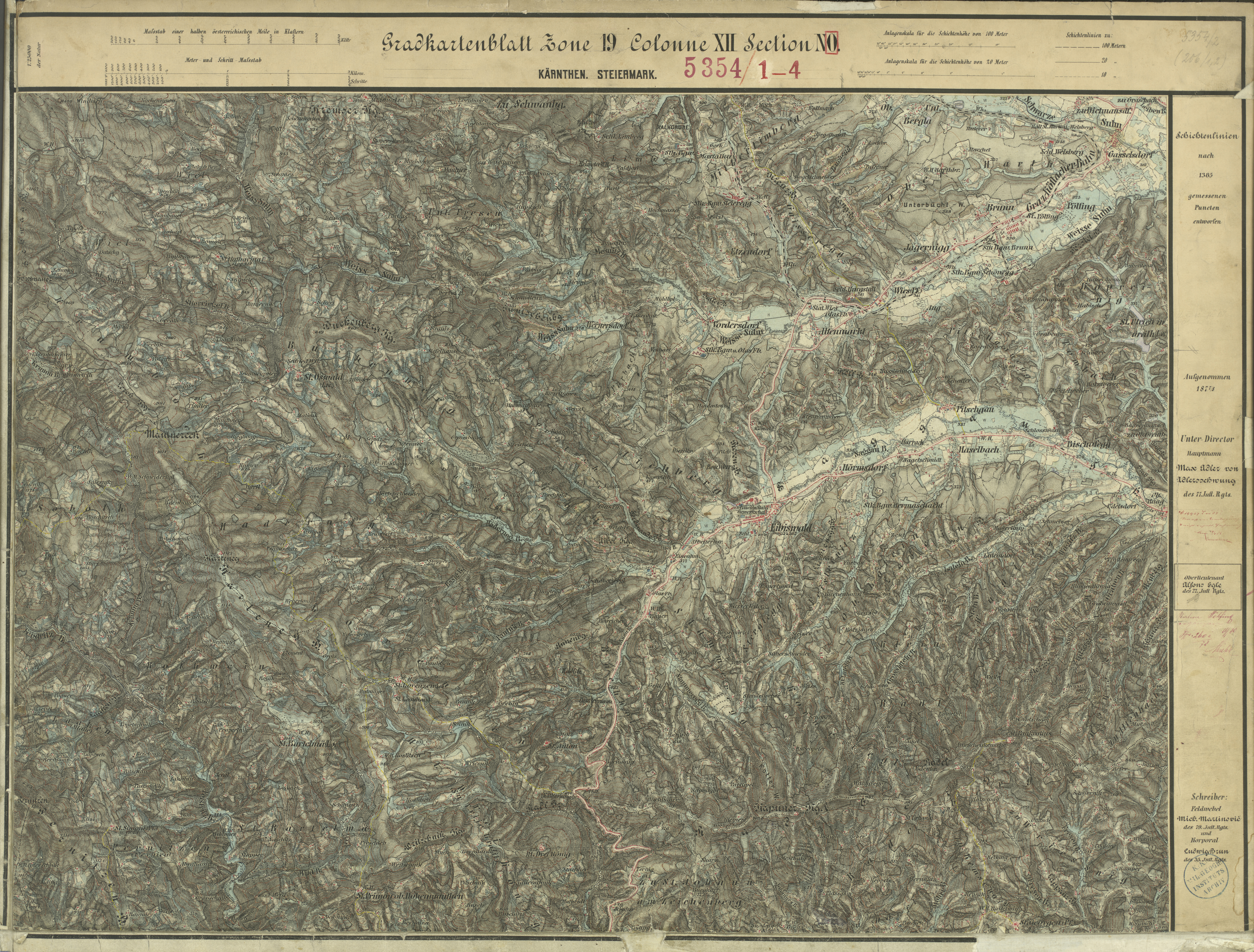
Die Bergwerke von Steieregg und ihr Bahnanschluss nach Wies im Aufnahmeblatt 1:25.000 um 1878
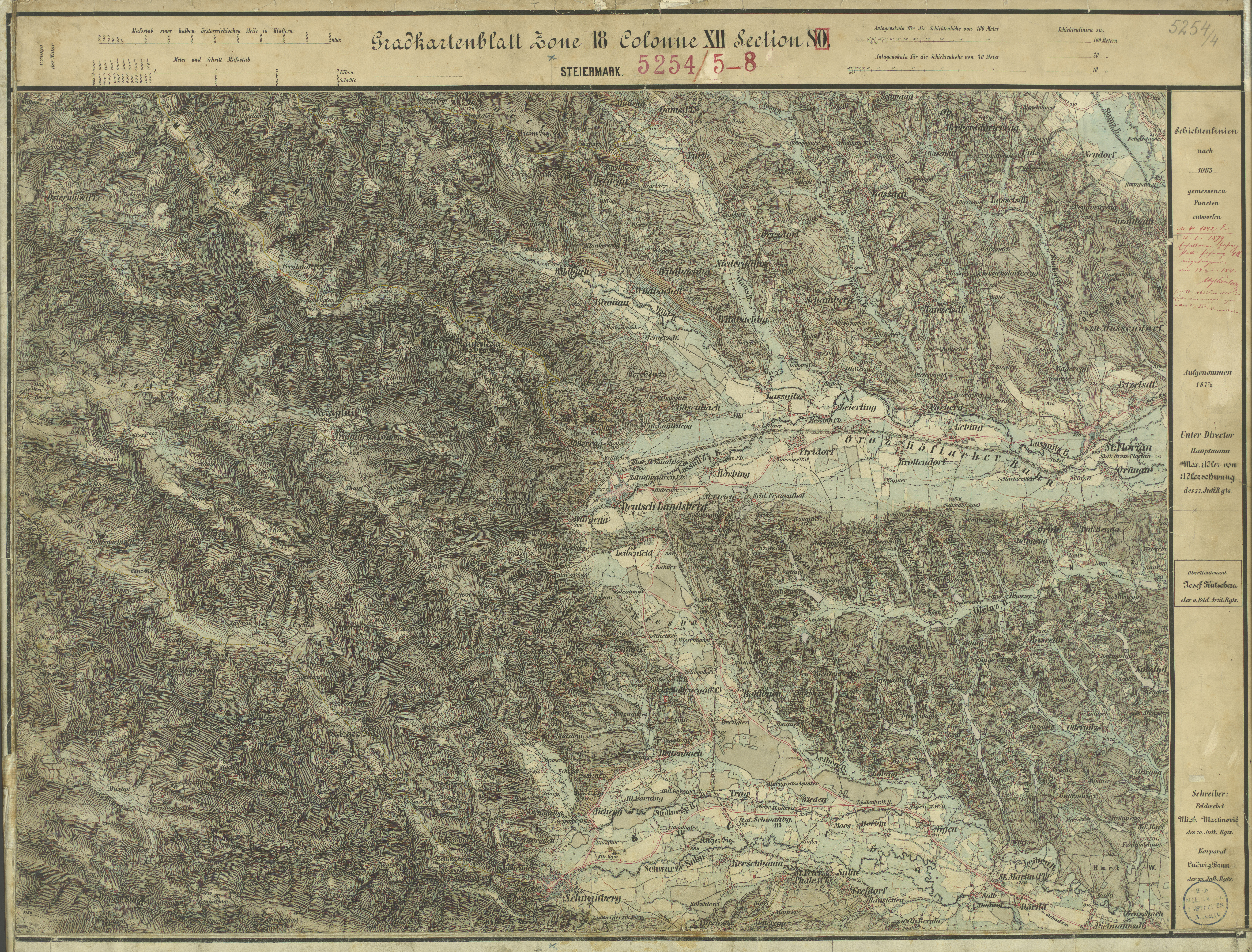
Der Norden von Limberg